# Насер Орич
На́сер О́рич (босн. Naser Orić; нар. 3 березня 1967, Поточари, громада Сребрениця, СР БіГ, СФРЮ) — колишній командувач угруповання військ Армії Республіки Боснія та Герцеговина під час Боснійської війни. Звинувачувався Міжнародним трибуналом для колишньої Югославії у воєнних злочинах. Згідно з першим вироком МТКЮ, його визнано винним у воєнному злочині, що виражався у невжитті заходів для відвернення розстрілу полонених. Після повторного розгляду справи Орича визнано повністю невинним.

## Біографія
Насер Орич народився 3 березня 1967 р. в селі Поточари (в тому самому, де в 1995 р. станеться наймасовіше вбивство цивільного населення під час Боснійської війни). З 1985 по 1986 р. проходив службу у військах радіаційного та хімічного захисту Югославської Народної Армії. Демобілізувався у званні капрала.
У 1988 р. закінчив шестимісячні курси для поліціянтів у Земуні, після чого стажувався в поліції белградської громади Савський Венаць, одночасно проходячи різні курси підвищення кваліфікації. У 1990 р. в складі загону спецпризначення МВС Сербії Орича було відряджено в Косово. Після повернення в Белград 5 серпня 1991 р. його було направлено в поліційне управління Іліджа (передмістя Сараєва, Боснія і Герцеговина).
У кінці 1991 р. Орича переводять у відділення поліції Сребрениці, 8 квітня 1992 р. призначають на посаду начальника відділення поліції його рідного села Поточари.
17 квітня того самого року було сформовано загін територіальної оборони села Поточари. Командиром загону став Насер Орич. У зону відповідальності загону крім Поточарів увійшли також села Лікарі, Чауш, Залажє і Ажлиця. 20 травня 1992 р. Орича призначають командиром щойно сформованого загону територіальної оборони громади Сребрениця. 27 червня його було офіційно затверджено на цій посаді начальником Генерального штабу Армії Республіки Боснія та Герцеговина генералом Сефером Халіловичем. 3 вересня ТО громади Сребрениця було перетворено на з'єднання Армії Республіки Боснії і Герцеговини в громаді Сребрениця.
1 липня 1992 р. у Сребрениці було створено Військову президію, одним із членів якої став Орич. Його повноваження розширилися в кінці листопада 1992 р., коли він  призначається командиром об'єднаного угруповання підрегіону Сребрениця, в зону відповідальності якого увійшли східнобоснійські громади Сребрениця, Братунац, Власениця і Зворник. 15 квітня 1993 р. нагороджується почесною грамотою від Сефера Халіловича. 1 січня 1994 р. угруповання під командуванням Орича було перейменовано у 8-му бригаду Оперативної групи «Сребрениця» Армії Республіки Боснія та Герцеговина. Через кілька місяців його було нагороджено знаком «Золота Лілія» — найвищою нагородою Генерального штабу Армії Республіки Боснії і Герцеговини. 12 липня Оричу було присвоєно звання бригадного генерала. Звільнився з військової служби в серпні 1995 р.

## Звинувачення у воєнних злочинах
10 квітня 2003 р. Насера Орича було заарештовано силами SFOR і екстрадовано в Гаагу. 11 квітня Міжнародним трибуналом для колишньої Югославії йому було пред'явлено звинувачення у відданні наказів на невиправдане військовими потребами знищення сіл і міст, а також у невживанні заходів щодо запобігання жорстокому поводженню з мирними жителями і полоненими, що призвело до їхніх убивств (т. зв. «командна відповідальність»).
Судові засідання розпочалися в жовтні 2004 р. і тривали до квітня 2006 р. Орича було виправдано за більшістю пунктів звинувачення і засуджено до 2 років тюремного ув'язнення за невжиття заходів щодо запобігання вбивствам декількох сербських полонених у період між 27 грудня 1992 р. і 20 березня 1993 р.
3 липня 2008 р. після повторного розгляду справи Насера Орича було повністю виправдано.  